# 水平投射
水平投射（すいへいとうしゃ）とは、放物運動の一種で、物体を地面と水平の方向に投げ出すこと。

## 運動の様子
ここでは、空気抵抗などの影響を考えず、物体は重力のみを受けて運動すると考える。水平投射された物体は、水平方向に見ると力が働かないので、等速直線運動をすることになる。よって、水平方向の運動方程式は{\displaystyle m{\frac {\mathrm {d} ^{2}{\boldsymbol {x}}}{\mathrm {d} t^{2}}}=0}となる。また、この物体は鉛直方向には重力のみが働くので、鉛直方向に見ると自由落下をすることになる。よって、垂直方向の運動方程式は{\displaystyle m{\frac {\mathrm {d} ^{2}{\boldsymbol {x}}}{\mathrm {d} t^{2}}}=-m{\boldsymbol {g}}}である。物体の運動は放物線となる。